# Ahtisaariplanen
Ahtisaariplanen, formellt Övergripande plan för frågan om Kosovos status (CSP), är ett förslag om Kosovos framtida status. Förslaget täcker ett brett spektrum av problem relaterade till Kosovos statusprocess.
Några av planens centrala element är bildandet av råden Kosovos Internationella Styrelsegrupp (ISG), Kosovos Internationella Civila Representant (ICR) och Europeiska Unionens Special Representant För Kosovo (EUSR), som utses av den Europeiska Unionens råd.
I början av 2012 rekommenderade dåvarande serbiska presidenten Boris Tadić sin fem- stegs plan för Kosovo, som ett alternativ för en uppgradering av Ahtisaariplanen.
Den 10 september 2012, hade den Internationella styrelsegruppen sitt sista möte och avslutade formellt tillsynen över Kosovos statsbildning. Med omedelbar verkan, upphörde CSP som ett fristående organ med överlägsen juridisk kraft och Republiken Kosovos konstitution utgör nu den enda grunden för landets rättsliga ram.

## Översikt
Föredraget inkluderar stadgar som omfattar dessa områden;
- Konstitutionella stadgar
- Minoriteters rättigheter
- Decentralisering av lokalt självstyre
- Juridiskt system
- Religiöst och kulturellt arv
- Internationell skuld
- Egendom och arkiv
- Kosovos säkerhetssektor
- Kosovos Internationella Civila Representant (ICR)
- Europeisk säkerhets- och försvarspolitik (ESFP), rättsstatsuppdrag
- Internationell militär närvaro (KFOR)
- Legislativ agenda

Även om benämningen ”självständighet” inte används, kan en stor del av de stadgar som finns i förslaget allmänt tolkas som upprättandet av en självständig stat för Kosovo. Avtalet skulle exempelvis ge Kosovo rätten att ansöka om medlemskap i internationella organisationer, skapa en försvarsmakt och anta nationella symboler.

## Historia
Den 8 februari 2007 deklarerade Martti Ahtisaari att han, efter en tid av samråd med de inblandade parterna, skulle överlämna den övergripande planen om Kosovos status till Förenta Nationernas säkerhetsråd, efter att han i detalj utarbetat den.
I Belgrad vägrade Vojislav Koštunica, dåvarande premiärminister för Serbien att ta emot Martti Ahtisaari, eftersom Serbien ännu inte format en regering efter parlamentsvalet den 27 januari. Koštunica hade därför inget legitimt mandat att diskutera frågan om Kosovos framtida status. Vojislav kom dock i ett senare skede att fördöma förslaget, då det ansågs ”illegitimt” och ”oacceptabelt” från serbisk sida. Ahtisaariplanen ansågs framförallt ”bryta mot de Förenta Nationernas stadga och inskränker FN-medlemmen Serbiens suveränitet”. Under ett möte med Martti Ahtisaari underströk återigen president Boris Tadić Serbiens ståndpunkt, gentemot Kosovo. Boris Tadić nämnde bland annat att Serbien aldrig kommer att acceptera ett oavhängigt Kosovo. Utrikesminister Vuk Drašković varnade att det var ”nödvändigt att undvika en påtvingad lösning som kan orsaka att Serbien blir en faktor av instabilitet.”
I Pristina var Kosovos albanska ledare ”övertygade om att den internationella processen för att lösa Kosovos status, ledd av Martti Ahtisaari, kommer lösas inom kort och bana väg för ett oavhängigt Kosovo”.
USA kallade förslaget, ”rättvist och balanserat”, medan EU:s ordförandeskap konstaterade att Ahtisaaris förslag "bygger på omkring tolv månaders direkta samtal mellan Belgrad och Pristina.”
Den 21 februari, inledde Ahtisaari en period av samråd mellan parterna i Österrikes huvudstad Wien för att avsluta förlikningen. Han klargjorde att förslaget var ett utkast samt att han skulle integrera kompromisslösningar i det slutgiltiga verkställande dokumentet. Efter denna period av samråd och ytterligare modifikationer av utkastet, anordnade Ahtisaari ett möte på hög nivå för parterna i Wien den 10 mars. Då mötet avslutats signalerade båda parter att de var ovilliga att kompromissa om deras centrala krav (Kosovos albaner för Kosovos oavhängighet; Serbien för fortsatt suveränitet över Kosovo). Martti Ahtisaari ansåg att det inte fanns någon chans för de två sidorna att förlika sina ståndpunkter. Han avsåg därför att lämna det slutgiltiga utkastet till FN:s säkerhetsråd tillsammans med hans föreslagna rekommendationer kring Kosovos status, inklusive en egen uttrycklig rekommendation angående territoriets status, i slutet av mars.
November 2008 accepterade EU Serbiens krav på att inte genomföra Ahtisaariplanen genom EULEX.